# Elecciones presidenciales de Maldivas de 1968
Las elecciones presidenciales se llevaron a cabo en las Maldivas el 27 de septiembre de 1968. La elección tuvo la forma de un referéndum sobre la candidatura de Ibrahim Nasir, el cual obtuvo el 97.16% de los votos. Unos días después, el 11 de noviembre, se declaró formalmente la Segunda República de Maldivas, el Sultanato (restaurado en 1954) fue abolido y Nasir se convirtió en el segundo Presidente del país.

## Antecedentes
Un referéndum se había llevado anteriormente sobre el mantenimiento de la monarquía y la opción republicana triunfó con el 81% de los votos. El 9 de septiembre, el Majlis llevó a cabo una votación sobre los candidatos presidenciales, con treinta y cinco votos a favor de Nasir y un voto por Musa Fathi.
De acuerdo con la constitución, se celebró un referéndum sobre la candidatura de Nasir.